# Oscar za najbolje miksanje zvuka
Oscar za najbolje miksanje zvuka (engl. Academy Award for Best Sound Mixing) je nagrada Akademije koja se dodjeljuje svake godine za najbolji zvuk. Filmovi pobjednici na listi ispod označeni su podebljanim slovima a ispod njih su filmovi koji su bili nomininirani.

## 1930-e
- 1930.: The Big House, Douglas Shearer, Metro-Goldwyn-Mayer Studio
  - The Case of Sergeant Grischa
  - The Love Parade
  - Raffles
  - The Song of the Flame
- 1931: Paramount Publix Studio Sound Department
  - MGM Studio Sound Department
  - RKO Pictures Radio Studio Sound Department
  - Samuel Goldwyn-United Artists Studio Sound Department
- 1932.: Paramount Publix Studio Sound Department
  - MGM Studio Sound Department
  - RKO Radio Studio Sound Department
  - Walt Disney
  - Warner Bros.First National Studio Sound Department
- 1933.: A Farewell to Arms, Franklin B. Hansen, Paramount Studio
  - 42 Street
  - Gold Diggers of 1933
  - I Am a Fugitive from a Chain Gang
- 1934.: One Night of Love, John Livadary, Columbia Studio
  - The Affairs of Cellini
  - Cleopatra
  - Flirtation Walk
  - Vesela razvedenica
  - Imitation of Life
  - Viva Villa!
  - White Parade
- 1935.: Naughty Marietta, Douglas Shearer, Metro-Goldwyn-Mayer Studio
  - 1,000 Dollars a Minute
  - Frankensteinova nevjesta
  - Captain Blood
  - The Dark Angel
  - I Dream Too Much
  - The Lives of a Bengal Lancer
  - Love Me Forever
  - Thanks a Million
- 1936.: San Francisco, Douglas Shearer, MGM
  - Banjo on My Knee
  - The Charge of the Light Brigade
  - Dodsworth
  - General Spanky
  - Mr. Deeds Goes to Town
  - The Texas Rangers
  - That Girl from Paris
  - Three Smart Girls
- 1937.: The Hurricane, Thomas T. Moulton, United Artists Studio
  - The Girl Said No
  - Hitting a New High
  - In Old Chicago
  - The Life of Emile Zola
  - Horizonte Perdido
  - Maytime
  - One Hundred Men and a Girl
  - Topper
  - Wells Fargo
- 1938.: The Cowboy and the Lady, Thomas T. Moulton, United Artists Studio
  - Army Girl
  - Four Daughters
  - If I Were King
  - Merrily We Live
  - Suez
  - Sweethearts
  - That Certain Age
  - Vivacious Lady
  - You Can't Take It with You
- 1939.: When Tomorrow Comes, Bernard B. Brown, Universal Studio
  - Balalaika
  - Zameo ih vjetar
  - Adeus, Mr. Chips
  - The Great Victor Herbert
  - The Hunchback of Notre Dame
  - Man of Conquest
  - Mr. Smith Goes to Washington
  - Of Mice and Men
  - The Private Lives of Elizabeth and Essex
  - The Rains Came

## 1940-e
- 1940. Strike Up the Band, Douglas Shearer, Metro-Goldwyn-Mayer Studio
  - Behind the News
  - Captain Caution
  - The Grapes of Wrath
  - The Howards of Virginia
  - Kitty Foyle: The Natural History of a Woman
  - North West Mounted Police
  - Our Town
  - The Sea Hawk
  - Spring Parade
  - Too Many Husbands
- 1941. That Hamilton Woman, Jack Whitney, General Service
  - Appointment for Love
  - Ball of Fire
  - The Chocolate Soldier
  - Građanin Kane
  - The Devil Pays Off
  - Kako je bila zelena moja dolina
  - The Men in Her Life
  - Sergeant York
  - Skylark
  - Topper Returns
- 1942. Yankee Doodle Dandy, Nathan Levinson, Warner Brothers Studio
  - Arabian Nights
  - Bambi
  - Flying Tigers
  - Friendly Enemies
  - The Gold Rush
  - Mrs. Miniver
  - Once Upon a Honeymoon
  - The Pride of the Yankees
  - Road to Morocco
  - This Above All
  - You Were Never Lovelier
- 1943. This Land Is Mine, Stephen Dunn, RKO Radio Studio
  - Hangmen Also Die
  - In Old Oklahoma
  - Madame Curie
  - The North Star
  - Phantom of the Opera
  - Riding High
  - Sahara
  - Saludos Amigos
  - So this is Washington
  - The Song of Bernadette
  - This is the Army
- 1944. Wilson, E. H. Hansen, 20th Century-Fox Studio
  - Brazil
  - Casanova Brown
  - Cover Girl
  - Dvostruka obmana
  - His Butler's Sister
  - Hollywood Canteen
  - It Happened Tomorrow
  - Kismet
  - Music in Manhattan
  - A Voice in the Wind
- 1945. The Bells of St. Mary's, Stephen Dunn, RKO Radio Studio
  - Flame of Barbary Coast
  - Lady on a Train
  - Leave Her to Heaven
  - Rhapsody in Blue
  - A Song to Remember
  - The Southerner
  - They Were Expendable
  - The Three Caballeros
  - Three Is a Family
  - The Unseen
  - Wonder Man
- 1946. The Jolson Story, John Livadary, Columbia Studio
  - Najbolje godine naših života
  - Divan život
- 1947. The Bishop's Wife, Gordon Sawyer, Samuel Goldwyn Studio
  - Green Dolphin Street
  - T-Men
- 1948. The Snake Pit, Thomas T. Moulton, 20th Century-Fox Studio
  - Johnny Belinda
  - Moonrise
- 1949. Twelve O'Clock High, Thomas T. Moulton, 20th Century-Fox Studio
  - Once More, My Darling
  - Pijesak Iwo Jime

## 1950-e
- 1950. Sve o Evi, Thomas T. Moulton, 20th Century-Fox Studio
  - Pepeljuga
  - Louisa
  - Our Very Own
  - Trio
- 1951. The Great Caruso, Douglas Shearer, Metro-Goldwyn-Mayer Studio
  - Bright Victory 
  - I Want You
  - Tramvaj zvan čežnja
  - Two Tickets to Broadway
- 1952. Breaking the Sound Barrier, London Films Sound Department
  - The Card
  - Hans Christian Andersen
  - Mirni čovjek
  - With a Song in My Heart
- 1953. Odavde do vječnosti, John P. Livadary, Columbia Studio
  - Calamity Jane
  - Knights of the Round Table
  - The Mississippi Gambler
  - The War of the Worlds
- 1954. The Glenn Miller Story, Leslie I. Carey, Universal-International Studio
  - Brigadoon
  - The Caine Mutiny
  - Prozor u dvorište
  - Susan Slept Here
- 1955. Oklahoma!, Fred Hynes, Todd-AO Sound Department
  - Love Is a Many-Splendored Thing
  - Love Me or Leave Me
  - Mister Roberts
  - Not as a Stranger, Watson Jones, RCA]Sound Department
- 1956. The King and I, Carl Faulkner, 20th Century-Fox Studio
  - The Brave One
  - The Eddy Duchin Story
  - Friendly Persuasion
  - Deset zapovijedi
- 1957. Sayonara, George Groves, Warner Brothers Studio
  - Gunfight at the O.K. Corral
  - Les Girls
  - Pal Joey
  - Svjedok optužbe
- 1958. South Pacific, Fred Hynes, Todd-AO Sound Department
  - I Want to Live!
  - A Time to Love and a Time to Die
  - Vrtoglavica 
  - Mladi lavovi
- 1959. Ben-Hur, Franklin E. Milton, Metro-Goldwyn-Mayer Studio
  - Journey to the Center of the Earth
  - Libel
  - The Nun's Story
  - Porgy and Bess

## 1960-e
- 1960. The Alamo, Fred Hynes, Todd-AO Sound Department and Gordon E. Sawyer, Samuel Goldwyn Studio
  - Apartman  
  - Cimarron
  - Pepe
  - Sunrise at Campobello
- 1961. West Side Story, Gordon E. Sawyer, Samuel Goldwyn Studio and Fred Hynes, Todd-AO Sound Department
  - The Children's Hour
  - Flower Drum Song
  - The Guns of Navarone
  - The Parent Trap
- 1962. Lawrence od Arabije, John Cox, Shepperton Studios
  - Bon Voyage!
  - The Music Man
  - That Touch of Mink
  - What Ever Happened to Baby Jane?
- 1963. How the West Was Won, Franklin E. Milton, Metro-Goldwyn-Mayer Studio
  - Bye Bye Birdie
  - Captain Newman, M.D.
  - Cleopatra
  - It's a Mad Mad Mad Mad World
- 1964. My Fair Lady, George R. Groves, Warner Brothers Studio
  - Becket
  - Father Goose
  - Mary Poppins
  - The Unsinkable Molly Brown
- 1965. The Sound of Music, James P. Corcoran, 20th Century-Fox Studio
  - The Agony and the Ecstasy
  - Doctor Zhivago
  - The Great Race
  - Shenandoah
- 1966. Grand Prix, Franklin E. Milton, Metro-Goldwyn-Mayer Studio
  - Gambit
  - Hawaii
  - The Sand Pebbles
  - Tko se boji Virginije Woolf ?
- 1967. U vrelini noći, Samuel Goldwyn Studio
  - Camelot
  - Dvanaestorica žigosanih
  - Doctor Dolittle
  - Thoroughly Modern Millie
- 1968. Oliver!, Shepperton Studio
  - [Bullitt
  - Finian's Rainbow
  - Funny Girl
  - Star!
- 1969. Hello, Dolly!, Jack Solomon, Murray Spivack
  - Anne of the Thousand Days
  - Butch Cassidy and the Sundance Kid
  - Gaily, Gaily
  - Marooned

## 1970-e
- 1970. Patton, Douglas Williams, Don Bassman
  - Airport
  - Ryan's Daughter
  - Tora! Tora! Tora!
  - Woodstock
- 1971. Fiddler on the Roof, Gordon K. McCallum, David Hildyard
  - Dijamanti su vječni
  - Francuska veza
  - Kotch
  - Mary, Queen of Scots
- 1972. Cabaret, Robert Knudson, David Hildyard
  - Butterflies Are Free
  - The Candidate
  - Kum
  - The Poseidon Adventure
- 1973. Egzorcist, Robert Knudson, Chris Newman
  - The Day of the Dolphin
  - The Paper Chase
  - Paper Moon
  - The Sting
- 1974. Earthquake, Ronald Pierce, Melvin Metcalfe Sr.
  - Kineska četvrt 
  - Prisluškivanje
  - The Towering Inferno
  - Young Frankenstein
- 1975. Ralje, Robert L. Hoyt, Roger Heman, Earl Madery, John Carter
  - Bite the Bullet
  - Funny Lady
  - The Hindenburg
  - The Wind and the Lion
- 1976. All the President's Men, Arthur Piantadosi, Les Fresholtz, Dick Alexander, Jim Webb
  - King Kong
  - Logan's Run
  - Rocky
  - A Star Is Born
- 1977. Star Wars, Don MacDougall, Ray West, Bob Minkler, Derek Ball
  - Close Encounters of the Third Kind
  - The Dee
  - Sorcerer
  - The Turning Point
- 1978. Lovac na jelene, Richard Portman, William McCaughey, Aaron Rochin, Darin Knight
  - The Buddy Holly Story
  - Days of Heaven
  - Hooper
  - Superman
- 1979. Apokalipsa danas, Walter Murch, Mark Berger, Richard Beggs, Nat Boxer
  - 1941
  - The Electric Horseman
  - Meteor
  - The Rose

## 1980-e
- 1980. Star Wars Episode V: The Empire Strikes Back, Bill Varney, Steve Maslow, Gregg Landaker, Peter Sutton
  - Altered States
  - Coal Miner's Daughter
  - Fame
  - Razjareni bik
- 1981. Otimači izgubljenog kovčega, Bill Varney, Steve Maslow, Gregg Landaker, Roy Charman
  - Ljetnikovac na Zlatnom jezeru
  - Outland
  - Pennies from Heaven
  - Reds
- 1982. E.T. the Extra-Terrestrial, Robert Knudson, Robert Glass, Don Digirolamo, Gene Cantamessa
  - Das Boot
  - Gandhi
  - Tootsie
  - Tron
- 1983. The Right Stuff, Mark Berger, Tom Scott, Randy Thom, David MacMillan
  - Never Cry Wolf
  - Star Wars Episode VI: Return of the Jedi
  - Terms of Endearment
  - WarGames
- 1984. Amadeus, Mark Berger, Tom Scott, Todd Boekelheide, Chris Newmna
  - 2010: The Year We Make Contact
  - Dina – pješčani planet
  - A Passage to India
  - The River
- 1985. Moja Afrika, Chris Jenkins, Gary Alexander, Larry Stensvold, Peter Handford
  - Povratak u budućnost
  - A Chorus Line
  - Ladyhawke
  - Silverado
- 1986. Platoon, John K. Wilkinson, Richard Rogers, Charles "Bud" Grenzbach, Simon Kaye
  - Aliens
  - Heartbreak Ridge
  - Star Trek IV: The Voyage Home
  - Top Gun
- 1987. Posljednji kineski car, Bill Rowe, Ivan Sharrock
  - Carstvo sunca
  - Smrtonosno oružje
  - RoboCop
  - The Witches of Eastwick
- 1988. Bird, Les Fresholtz, Dick Alexander, Vern Poore, Willie D. Burton
  - Die Hard
  - Gorillas in the Mist
  - Mississippi u plamenu
  - Who Framed Roger Rabbit
- 1989. Glory, Donald O. Mitchell, Gregg C. Rudloff, Elliot Tyson, Russell Williams II
  - Bezdan 
  - Black Rain
  - Rođen 4. srpnja (1989.)
  - Indiana Jones i posljednji križarski pohod

## 1990-e
- 1990. Ples s vukovima, Jeffrey Perkins, Bill W. Benton, Greg Watkins, Russell Williams II
  - Days of Thunder
  - Dick Tracy
  - The Hunt for Red October
  - Totalni opoziv
- 1991. Terminator 2: Judgment Day, Tom Johnson, Gary Rydstrom, Gary Summers, Lee Orloff
  - Backdraft
  - Beauty and the Beast
  - JFK
  - Kad jaganjci utihnu
- 1992. Posljednji Mohikanac, Chris Jenkins, Doug Hemphill, Mark Smith, Simon Kaye
  - Aladdin
  - Malo dobrih ljudi
  - Under Siege
  - Nepomirljivi
- 1993. Jurski park , Gary Summers, Gary Rydstrom, Shawn Murphy, Ron Judkins
  - Cliffhanger
  - Bjegunac
  - Geronimo: An American Legend
  - Schindlerova lista
- 1994. Brzina, Gregg Landaker, Steve Maslow, Bob Beemer, David R. B. MacMillan
  - Clear and Present Danger
  - Forrest Gump
  - Legends of the Fall
  - Iskupljenje u Shawshanku
- 1995. Apollo 13, Rick Dior, Steve Pederson, Scott Millan, David MacMillan
  - Batman Forever
  - Braveheart
  - Crimson Tide
  - Waterworld
- 1996. Engleski pacijent (1996.), Walter Murch, Mark Berger, David Parker, Chris Newman
  - Evita
  - Independence Day
  - The Rock
  - Twister
- 1997. Titanic, Gary Rydstrom, Tom Johnson, Gary Summers, Mark Ulano
  - Air Force One
  - Con Air
  - Kontakt
  - L.A. Povjerljivo
- 1998. Spašavanje vojnika Ryana, Gary Rydstrom, Gary Summers, Andy Nelson, Ronald Judkins
  - Armageddon
  - The Mask of Zorro
  - Zaljubljeni Shakespeare
  - Tanka crvena linija
- 1999. The Matrix, John Reitz, Gregg Rudloff, David Campbell, David Lee
  - Zelena milja
  - Probuđena savjest
  - Mumija 
  - Ratovi zvijezda - Epizoda I: Fantomska prijetnja

## 2000-e
- 2000. Gladiator, - Scott Millan, Bob Beemer, Ken Weston
  - Brodolom života
  - Patriot
  - Oluja stoljeća
  - U-571
- 2001. Pad crnog jastreba , - Michael Minkler, Myron Nettinga, Chris Munro
  - Amélie
  - Gospodar prstenova: Prstenova družina
  - Moulin Rouge!
  - Pearl Harbor
- 2002. Chicago - Michael Minkler, Dominic Tavella, David Lee
  - Bande New Yorka
  - Gospodar prstenova: Dvije kule
  - Put do uništenja
  - Spider-Man
- 2003. Gospodar prstenova: Povratak kralja - Christopher Boyes, Michael Semanick, Michael Hedges, Hammond Peek
  - The Last Samurai
  - Gospodar i ratnik: Daleka strana svijeta
  - Pirati s Kariba: Prokletstvo Crnog bisera
  - Utrka života
- 2004. Ray - Scott Millan, Greg Orloff, Bob Beemer i Steve Cantamessa
  - The Aviator
  - Izbavitelji
  - The Polar Express
  - Spider-Man 2
- 2005. King Kong  - Christopher Boyes, Michael Semanick, Michael Hedges, Hammond Peek
  - The Chronicles of Narnia: The Lion, the Witch and the Wardrobe
  - Memoirs of a Geisha
  - Hod po rubu
  - Rat svjetova
- 2006. Dreamgirls - Michael Minkler, Bob Beemer, Willie D. Burton
  - Apocalypto
  - Krvavi dijamant 
  - Zastave naših očeva 
  - Pirati s Kariba: Mrtvačeva škrinja
- 2007. Bourneov ultimatum - Kirk Francis, Scott Millani i David Parker
  - No Country for Old Men
  - Juhu-hu
  - U 3:10 za Yumu 
  - Transformers
- 2008. Milijunaš s ulice - Ian Tapp, Richard Pryke i Resul Pookutty
  - Neobična priča o Benjaminu Buttonu
  - WALL-E
  - Vitez tame
  - Wanted
- 2009.: The Hurt Locker Paul N. J. Ottosson i Ray Beckett
  - Avatar
  - Inglourious Basterds
  - Zvjezdane staze
  - Transformers: Osveta poraženih

## 2010-e
- 2010.: Inception - Lora Hirschberg, Gary A. Rizzo i Ed Novick'
  - Kraljev govor
  - Salt
  - Društvena mreža
  - True Grit
- 2011. Hugo – Tom Fleischman i John Midgley
  - Muškarci koji mrze žene
  - Igra pobjednika
  - War Horse
  - Transformers: Dark of the Moon
- 2012. Jadnici – Andy Nelson, Mark Paterson i Simon Hayes 
  - Argo
  - Pijev život
  - Lincoln
  - Skyfall
- 2013. Gravitacija – Skip Lievsay, Niv Adiri, Christopher Benstead i Chris Munro 
  - Kapetan Phillips
  - Hobit: Smaugova pustoš
  - Inside Llewyn Davis
  - Jedini preživjeli
- 2014. Ritam ludila – Craig Mann, Ben Wilkins i Thomas Curley
  - Američki snajper
  - Birdman
  - Interstellar
  - Nesalomljivi
- 2015. Pobješnjeli Max: Divlja cesta – Mark A. Mangini David White
  - Marsovac
  - Povratnik
  - Sicario
  - Ratovi zvijezda: Sila se budi
- 2016. Greben spašenih – Kevin O'Connell, Andy Wright, Robert Mackenzie i Peter Grace
  - 13 sati: Tajni vojnici Benghazija
  - Dolazak
  - La La Land
  - Rogue One: Priča iz Ratova zvijezda
- 2017. Dunkirk – Gary A. Rizzo, Gregg Landaker i Mark Weingarten
  - Blade Runner 2049
  - Oblik vode
  - Ratovi zvijezda: Posljednji Jedi
  - Vozač
- 2018. Bohemian Rhapsody – Paul Massey, Tim Cavagin i John Casali
  - Black Panther
  - Roma 
  - Prvi čovjek
  - Zvijezda je rođena
- 2019. 1917. – Mark Taylor i Stuart Wilson
  - Ad Astra
  - Izazivač: Le Mans '66
  - Joker
  - Bilo jednom… u Hollywoodu

## Vanjske poveznice
- Site oficial da Academia
- Site oficial das cerimónias
- Base de dados oficial dos prémios  Arhivirana inačica izvorne stranice od 13. rujna 2008. (Wayback Machine)
- Lista completa dos indicados/nomeados e vencedores